# Liste der Lieder von Journey
Die Liste der Lieder von Journey enthält alle von der US-amerikanischen Band Journey interpretierten Songs, die veröffentlicht wurden.
| Titel                                 | Album                                 | Jahr | Gesang                        | Autor / Autoren                                                               | Anmerkungen                    |
| ------------------------------------- | ------------------------------------- | ---- | ----------------------------- | ----------------------------------------------------------------------------- | ------------------------------ |
| 1990s Theme                           | Tron                                  | 1982 |                               | Jonathan Cain, Neal Schon                                                     | Instrumental, Soundtrack       |
| A Better Life                         | Generations                           | 2005 | Steve Augeri, Deen Castronovo | Jonathan Cain, Neal Schon                                                     |                                |
| A Few Coins                           | Dream, After Dream                    | 1980 |                               | Gregg Rolie, Neal Schon, Ross Valory, Steve Perry, Steve Smith                | Instrumental, Soundtrack       |
| After All These Years                 | Revelation                            | 2008 | Arnel Pineda                  | Jonathan Cain, Neal Schon                                                     | Single A-Seite US # 9          |
| After Glow                            | Freedom                               | 2022 | Arnel Pineda                  | Jonathan Cain, Narada Michael Walden, Neal Schon, Rachel Efron, Randy Jackson |                                |
| After The Fall                        | Frontiers                             | 1983 | Steve Perry                   | Jonathan Cain, Steve Perry                                                    | Single A-Seite US # 23         |
| All Day And All Night                 | Freedom                               | 2022 | Arnel Pineda                  | Jonathan Cain, Narada Michael Walden, Neal Schon                              |                                |
| All That Really Matters               | Time3                                 | 1982 | Jonathan Cain                 | Jonathan Cain, Neal Schon                                                     |                                |
| All The Things                        | Arrival                               | 2000 | Steve Augeri                  | Andre Pessis, Jonathan Cain, Neal Schon                                       |                                |
| All The Way                           | Arrival                               | 2000 | Steve Augeri                  | Jonathan Cain, Neal Schon, Steve Augeri, Taylor Rhodes                        | Single A-Seite US # 22         |
| Any Way You Want It                   | Departure                             | 1980 | Steve Perry                   | Neal Schon, Steve Perry                                                       | Single A-Seite US # 23         |
| Any Way You Want It                   | Journey 2001                          | 2000 | Steve Augeri                  | Neal Schon, Steve Perry                                                       | Live DVD                       |
| Anyway You Want It                    | Revelation                            | 2008 | Arnel Pineda                  | Neal Schon, Steve Perry                                                       |                                |
| Anything Is Possible                  | Eclipse                               | 2011 | Arnel Pineda                  | Jonathan Cain, Neal Schon                                                     | Single A-Seite US # 21         |
| Anytime                               | Infinity                              | 1978 | Gregg Rolie                   | Gregg Rolie, Neal Schon, Robert Fleischman, Roger Silver, Ross Valory         | Single A-Seite US # 83         |
| Anytime                               | Captured                              | 1980 | Steve Perry                   | Gregg Rolie, Neal Schon, Robert Fleischman, Roger Silver, Ross Valory         | Live                           |
| Anyway                                | Look into the Future                  | 1976 | Gregg Rolie                   | Gregg Rolie                                                                   |                                |
| Ask the Lonely                        | Frontiers                             | 1983 | Steve Perry                   | Jonathan Cain, Steve Perry                                                    | Single A-Seite US # 3          |
| Ask the Lonely                        | Journey 2001                          | 2000 | Steve Augeri                  | Jonathan Cain, Steve Perry                                                    | Live DVD                       |
| Ask the Lonely                        | Live in Manila                        | 2009 | Arnel Pineda                  | Jonathan Cain, Steve Perry                                                    | Live DVD                       |
| Baby I'm a Leavin' You                | Trial by Fire                         | 1996 | Steve Perry                   | Jonathan Cain, Neal Schon, Steve Perry                                        |                                |
| Back Talk                             | Frontiers                             | 1983 | Steve Perry                   | Jonathan Cain, Steve Perry, Steve Smith                                       |                                |
| Be Good to Yourself                   | Raised on Radio                       | 1986 | Steve Perry                   | Jonathan Cain, Neal Schon, Steve Perry                                        | Single A-Seite US # 2          |
| Be Good to Yourself                   | Journey 2001                          | 2000 | Steve Augeri                  | Jonathan Cain, Neal Schon, Steve Perry                                        | Live DVD                       |
| Be Good to Yourself                   | Revelation                            | 2008 | Arnel Pineda                  | Jonathan Cain, Neal Schon, Steve Perry                                        |                                |
| Beautiful As You Are                  | Freedom                               | 2022 | Arnel Pineda                  | Jonathan Cain, Narada Michael Walden, Neal Schon                              |                                |
| Believe                               | Generations                           | 2005 | Steve Augeri                  | Steve Augeri, Tommy De Rossi                                                  |                                |
| Better Together                       | Generations                           | 2005 | Steve Augeri                  | Jonathan Cain, Neal Schon, Steve Augeri                                       |                                |
| Beyond The Clouds                     | Generations                           | 2005 | Steve Augeri                  | Neal Schon, Steve Augeri                                                      |                                |
| Butterfly (She Flies Alone)           | Generations                           | 2005 | Steve Augeri                  | Steve Augeri                                                                  |                                |
| Can Do                                | Infinity                              | 1978 | Steve Perry                   | Ross Valory, Steve Perry                                                      |                                |
| Can't Tame The Lion                   | Trial by Fire                         | 1996 | Steve Perry                   | Jonathan Cain, Neal Schon, Steve Perry                                        | Single A-Seite US # 33         |
| Castles Burning                       | Trial by Fire                         | 1996 | Steve Perry                   | Jonathan Cain, Neal Schon, Steve Perry                                        |                                |
| Chain of Love                         | Eclipse                               | 2011 | Arnel Pineda                  | Jonathan Cain, Neal Schon                                                     |                                |
| Chain Reaction                        | Frontiers                             | 1983 | Steve Perry                   | Jonathan Cain, Neal Schon, Steve Perry                                        |                                |
| Change For The Better                 | Revelation                            | 2008 | Arnel Pineda                  | Jonathan Cain, Neal Schon                                                     |                                |
| City Of Hope                          | Eclipse                               | 2011 | Arnel Pineda                  | Jonathan Cain, Neal Schon                                                     | Single A-Seite                 |
| City Of The Angels                    | Evolution                             | 1979 | Steve Perry                   | Gregg Rolie, Neal Schon, Steve Perry                                          | Single A-Seite                 |
| Colors Of The Spirit                  | Trial by Fire                         | 1996 | Steve Perry                   | John Bettis, Jonathan Cain, Neal Schon, Steve Perry                           |                                |
| Come Away With Me                     | Freedom                               | 2022 | Arnel Pineda                  | Jonathan Cain, Narada Michael Walden, Neal Schon                              |                                |
| Cookie Duster                         | Time3                                 | 1976 |                               | Ross Valory                                                                   | Instrumental                   |
| Credits                               | Journey 2001                          | 2000 | Steve Augeri                  |                                                                               | Live DVD                       |
| Daydream                              | Evolution                             | 1979 | Steve Perry                   | Gregg Rolie, Neal Schon, Ross Valory, Steve Perry                             |                                |
| Dead Or Alive                         | Escape                                | 1981 | Steve Perry                   | Jonathan Cain, Neal Schon, Steve Perry                                        |                                |
| Departure                             | Departure                             | 1980 | Steve Perry                   | Neal Schon                                                                    |                                |
| Destiny                               | Dream, After Dream                    | 1980 | Steve Perry                   | Neal Schon, Steve Perry                                                       |                                |
| Dixie Highway                         | Captured                              | 1980 | Steve Perry                   | Neal Schon, Steve Perry                                                       | Single A-Seite US # 30, Live   |
| Do You Recall                         | Evolution                             | 1979 | Steve Perry                   | Gregg Rolie, Steve Perry                                                      |                                |
| Don't Be Down On Me Baby              | Trial by Fire                         | 1996 | Steve Perry                   | Jonathan Cain, Neal Schon, Steve Perry                                        |                                |
| Don't Give Up On Us                   | Freedom                               | 2022 | Arnel Pineda                  | Jonathan Cain, Narada Michael Walden, Neal Schon                              |                                |
| Don't Go                              | Freedom                               | 2022 | Arnel Pineda                  | Arnel Pineda, Narada Michael Walden, Neal Schon                               |                                |
| Don't Stop Believin'                  | Escape                                | 1981 | Steve Perry                   | Jonathan Cain, Neal Schon, Steve Perry                                        | Single A-Seite US # 8          |
| Don't Stop Believin'                  | Journey 2001                          | 2000 | Steve Augeri                  | Jonathan Cain, Neal Schon, Steve Perry                                        | Live DVD                       |
| Don't Stop Believin'                  | Revelation                            | 2008 | Arnel Pineda                  | Jonathan Cain, Neal Schon, Steve Perry                                        |                                |
| Drum Solo                             | Live in Houston 1981: The Escape Tour | 1981 | Steve Smith                   | Steve Smith                                                                   | Live                           |
| Easy To Fall                          | Trial by Fire                         | 1996 | Steve Perry                   | Jonathan Cain, Neal Schon, Steve Perry                                        |                                |
| Edge Of The Blade                     | Frontiers                             | 1983 | Steve Perry                   | Jonathan Cain, Neal Schon, Steve Perry                                        |                                |
| Edge Of The Blade                     | Live in Manila                        | 2009 | Arnel Pineda                  | Jonathan Cain, Neal Schon, Steve Perry                                        | Live DVD                       |
| Edge Of The Moment                    | Eclipse                               | 2011 | Arnel Pineda                  | Jonathan Cain, Neal Schon                                                     |                                |
| Escape                                | Escape                                | 1981 | Steve Perry                   | Jonathan Cain, Neal Schon, Steve Perry                                        |                                |
| Escape                                | Journey 2001                          | 2000 | Steve Augeri                  | Jonathan Cain, Neal Schon, Steve Perry                                        | Live DVD                       |
| Escape                                | Live in Manila                        | 2009 | Arnel Pineda                  | Jonathan Cain, Neal Schon, Steve Perry                                        | Live DVD                       |
| Every Generation                      | Generations                           | 2005 | Steve Augeri, Jonathan Cain   | Jonathan Cain, Neal Schon                                                     |                                |
| Faith In The Heartland                | Generations                           | 2005 | Steve Augeri                  | Jonathan Cain, Neal Schon, Steve Augeri                                       |                                |
| Faith In The Heartland                | Revelation                            | 2008 | Arnel Pineda                  | Jonathan Cain, Neal Schon, Steve Augeri                                       |                                |
| Faithfully                            | Frontiers                             | 1983 | Steve Perry                   | Jonathan Cain                                                                 | Single A-Seite US # 12         |
| Faithfully                            | Journey 2001                          | 2000 | Steve Augeri                  | Jonathan Cain                                                                 | Live DVD                       |
| Faithfully                            | Revelation                            | 2008 | Arnel Pineda                  | Jonathan Cain                                                                 |                                |
| Feeling That Way                      | Infinity                              | 1978 | Steve Perry, Gregg Rolie      | Aynsley Dunbar, Gregg Rolie, Steve Perry                                      |                                |
| Feeling That Way                      | Captured                              | 1980 | Steve Perry                   | Aynsley Dunbar, Gregg Rolie, Steve Perry                                      | Live                           |
| Festival Dance                        | Dream, After Dream                    | 1980 |                               | Gregg Rolie, Neal Schon, Ross Valory, Steve Perry, Steve Smith                | Instrumental                   |
| Fillmore Boogie                       | Journey 2001                          | 2000 | Steve Augeri                  |                                                                               | Live DVD                       |
| Fireworks & Crowd                     | Greatest Hits Live                    | 1983 | Steve Perry                   |                                                                               | Live                           |
| For You                               | Time3                                 | 1977 | Robert Fleischman             | Gregg Rolie, Neal Schon, Robert Fleischman                                    |                                |
| Forever In Blue                       | Trial by Fire                         | 1996 | Steve Perry                   | Jonathan Cain, Neal Schon, Steve Perry                                        |                                |
| Frontiers                             | Frontiers                             | 1983 | Steve Perry                   | Jonathan Cain, Neal Schon, Steve Perry, Steve Smith                           |                                |
| Girl Can't Help It                    | Raised on Radio                       | 1986 | Steve Perry                   | Jonathan Cain, Neal Schon, Steve Perry                                        | Single A-Seite US # 9          |
| Gone Crazy                            | Generations                           | 2005 | Steve Augeri, Ross Valory     | Amber Schon, Jonathan Cain, Kim Tribble, Neal Schon                           |                                |
| Good Morning Girl                     | Departure                             | 1980 | Steve Perry                   | Neal Schon, Steve Perry                                                       | Single A-Seite US # 55         |
| Good Times                            | Time3                                 | 1978 | Steve Perry                   | Sam Cooke, 1964                                                               |                                |
| Guitar Solo                           | Live in Houston 1981: The Escape Tour | 1981 | Neal Schon                    | Neal Schon                                                                    | Live                           |
| Happy To Give                         | Raised on Radio                       | 1986 | Steve Perry                   | Jonathan Cain, Steve Perry                                                    |                                |
| Here We Are                           | Next                                  | 1977 | Gregg Rolie                   | Gregg Rolie                                                                   |                                |
| Higher Place                          | Arrival                               | 2000 | Steve Augeri                  | Jack Blades, Jonathan Cain, Neal Schon                                        | Single A-Seite                 |
| Holdin On                             | Freedom                               | 2022 | Arnel Pineda                  | Jonathan Cain, Narada Michael Walden, Neal Schon, Randy Jackson               |                                |
| Homemade Love                         | Departure                             | 1980 | Steve Perry                   | Neal Schon, Steve Perry, Steve Smith                                          |                                |
| Human Feel                            | Eclipse                               | 2011 | Arnel Pineda                  | Jonathan Cain, Neal Schon                                                     | Single A-Seite                 |
| Hustler                               | Next                                  | 1977 | Gregg Rolie                   | Aynsley Dunbar, Gregg Rolie                                                   |                                |
| I Can Breathe                         | Red 13                                | 2002 | Steve Augeri                  | Jonathan Cain, Neal Schon, Steve Augeri, Taylor Rhodes                        | EP                             |
| I Can See It In Your Eyes             | Trial by Fire                         | 1996 | Steve Perry                   | Jonathan Cain, Neal Schon, Steve Perry                                        |                                |
| I Got A Reason                        | Arrival                               | 2000 | Steve Augeri                  | Jack Blades, Jonathan Cain, Neal Schon                                        |                                |
| I Would Find You                      | Next                                  | 1977 | Neal Schon                    | Neal Schon, Tena Austin                                                       |                                |
| If He Should Break Your Heart         | Trial by Fire                         | 1996 | Steve Perry                   | Jonathan Cain, Neal Schon, Steve Perry                                        | Single A-Seite US # 21         |
| I'll Be Alright Without You           | Raised on Radio                       | 1986 | Steve Perry                   | Jonathan Cain, Neal Schon, Steve Perry                                        | Single A-Seite US # 7          |
| I'm Cryin'                            | Departure                             | 1980 | Steve Perry                   | Gregg Rolie, Steve Perry                                                      |                                |
| I'm Gonna Leave You                   | Look into the Future                  | 1976 | Gregg Rolie                   | George Tickner, Gregg Rolie, Neal Schon                                       |                                |
| I'm Not That Way                      | Arrival                               | 2000 | Steve Augeri                  | Jonathan Cain, Kim Tribble, Neal Schon, Steve Augeri                          |                                |
| In My Lonely Feeling / Conversations  | Journey                               | 1975 | Gregg Rolie                   | Gregg Rolie, Ross Valory                                                      | Instrumental (Conversations)   |
| In Self-Defense                       | Generations                           | 2005 | Steve Augeri, Neal Schon      | Jonathan Cain, Neal Schon, Steve Perry                                        |                                |
| In The Morning Day                    | Journey                               | 1975 | Gregg Rolie                   | Gregg Rolie, Ross Valory                                                      |                                |
| Into Your Arms                        | Time3                                 | 1985 |                               | Jonathan Cain, Neal Schon, Steve Perry                                        | Instrumental                   |
| Intro                                 | Journey 2001                          | 2000 | Steve Augeri                  |                                                                               | Live DVD                       |
| Intro To Escape                       | Live in Houston 1981: The Escape Tour | 1981 | Steve Perry                   | Jonathan Cain, Neal Schon, Steve Perry                                        | Live                           |
| Intro: Red 13 / State of Grace        | Red 13                                | 2002 | Steve Augeri                  | Jonathan Cain, Neal Schon, Steve Augeri                                       | Instrumental (Red 13) EP       |
| It Could Have Been You                | Raised on Radio                       | 1986 | Steve Perry                   | Jonathan Cain, Neal Schon, Steve Perry                                        |                                |
| It's All Too Much                     | Look into the Future                  | 1976 | Gregg Rolie                   | George Harrison                                                               |                                |
| It's Just The Rain                    | Trial by Fire                         | 1996 | Steve Perry                   | Jonathan Cain, Steve Perry                                                    |                                |
| Just the Same Way                     | Evolution                             | 1979 | Steve Perry, Gregg Rolie      | Gregg Rolie, Neal Schon, Ross Valory                                          | Single A-Seite US # 58         |
| Just the Same Way                     | Captured                              | 1980 | Steve Perry                   | Gregg Rolie, Neal Schon, Ross Valory                                          | Live                           |
| Karma                                 | Next                                  | 1977 | Neal Schon                    | Aynsley Dunbar, Gregg Rolie, Neal Schon                                       |                                |
| Keep On Runnin'                       | Escape                                | 1981 | Steve Perry                   | Jonathan Cain, Neal Schon, Steve Perry                                        |                                |
| Keep On Running                       | Live in Manila                        | 2009 | Arnel Pineda                  | Jonathan Cain, Neal Schon, Steve Perry                                        | Live DVD                       |
| Kiss Me Softly                        | Arrival                               | 2000 | Steve Augeri                  | Jack Blades, Neal Schon, Steve Augeri                                         |                                |
| Knowing That You Love Me              | Generations                           | 2005 | Steve Augeri                  | Jonathan Cain                                                                 |                                |
| Kohoutek                              | Journey                               | 1974 |                               | Gregg Rolie, Neal Schon                                                       | Instrumental                   |
| Lă Do Dā                              | Infinity                              | 1978 | Steve Perry                   | Neal Schon, Steve Perry                                                       |                                |
| La Raza Del Sol                       | Escape                                | 1981 | Steve Perry                   | Jonathan Cain, Steve Perry                                                    |                                |
| La Raza Del Sol                       | Journey 2001                          | 2000 | Steve Augeri                  | Jonathan Cain, Steve Perry                                                    | Live DVD                       |
| Lady Luck                             | Evolution                             | 1979 | Steve Perry                   | Neal Schon, Ross Valory, Steve Perry                                          |                                |
| Lay It Down                           | Escape                                | 1981 | Steve Perry                   | Jonathan Cain, Neal Schon, Steve Perry                                        |                                |
| Let It Rain                           | Freedom                               | 2022 | Arnel Pineda                  | Jonathan Cain, Narada Michael Walden, Neal Schon                              |                                |
| Let It Take You Back                  | Revelation                            | 2008 | Arnel Pineda                  | Jonathan Cain, Neal Schon                                                     |                                |
| Liberty                               | Frontiers                             | 1981 | Steve Perry                   | Jonathan Cain, Neal Schon, Steve Perry                                        |                                |
| Life Rolls On                         | Freedom                               | 2022 | Arnel Pineda                  | Jonathan Cain, Neal Schon                                                     |                                |
| Lifetime Of Dreams                    | Arrival                               | 2000 | Steve Augeri                  | Jonathan Cain, Kim Tribble, Neal Schon                                        |                                |
| Lights                                | Infinity                              | 1978 | Steve Perry                   | Neal Schon, Steve Perry                                                       |                                |
| Lights                                | Journey 2001                          | 2000 | Steve Augeri                  | Neal Schon, Steve Perry                                                       | Live DVD                       |
| Lights                                | Revelation                            | 2008 | Arnel Pineda                  | Neal Schon, Steve Perry                                                       |                                |
| Like A Sunshower                      | Revelation                            | 2008 | Arnel Pineda                  | Jonathan Cain, Neal Schon                                                     |                                |
| Line Of Fire                          | Departure                             | 1980 | Steve Perry                   | Neal Schon, Steve Perry                                                       |                                |
| Little Girl                           | Dream, After Dream                    | 1980 | Steve Perry                   | Gregg Rolie, Neal Schon, Steve Perry                                          |                                |
| Live And Breathe                      | Arrival                               | 2000 | Steve Augeri                  | Jonathan Cain, Neal Schon, Steve Augeri                                       |                                |
| Live To Love Again                    | Freedom                               | 2022 | Arnel Pineda                  | Jonathan Cain                                                                 |                                |
| Livin' To Do                          | Arrival                               | 2000 | Steve Augeri                  | Jonathan Cain, Kim Tribble, Matt Schon, Neal Schon                            |                                |
| Look Into The Future                  | Look into the Future                  | 1976 | Gregg Rolie                   | Diane Valory, Gregg Rolie, Neal Schon                                         |                                |
| Loved By You                          | Arrival                               | 2000 | Steve Augeri                  | Jonathan Cain, Kim Tribble, Tammy Hyler                                       |                                |
| Lovin', Touchin', Squeezin'           | Evolution                             | 1979 | Steve Perry                   | Neal Schon, Steve Perry                                                       | Single A-Seite US # 16         |
| Lovin', Touchin', Squeezin'           | Journey 2001                          | 2000 | Steve Augeri                  | Neal Schon, Steve Perry                                                       | Live DVD                       |
| Lovin', Touchin', Squeezin'           | Live in Manila                        | 2009 | Arnel Pineda                  | Neal Schon, Steve Perry                                                       | Live DVD                       |
| Lovin' You Is Easy                    | Evolution                             | 1979 | Steve Perry                   | Greg Errico, Neal Schon, Steve Perry                                          |                                |
| Majestic                              | Evolution                             | 1979 |                               | Neal Schon, Steve Perry                                                       | Instrumental                   |
| Message Of Love                       | Trial by Fire                         | 1996 | Steve Perry                   | John Bettis, Jonathan Cain, Neal Schon, Steve Perry                           | Single A-Seite US # 18         |
| Midnight Dreamer                      | Look into the Future                  | 1976 | Gregg Rolie                   | Gregg Rolie, Neal Schon                                                       |                                |
| Moon Theme                            | Dream, After Dream                    | 1980 |                               | Neal Schon, Steve Perry                                                       | Instrumental                   |
| Mother, Father                        | Escape                                | 1981 | Steve Perry                   | Jonathan Cain, Matt Schon, Neal Schon, Steve Perry                            |                                |
| Mother, Father                        | Revelation                            | 2008 | Deen Castronovo               | Jonathan Cain, Matt Schon, Neal Schon, Steve Perry                            | DVD                            |
| Mother, Father                        | Live in Manila                        | 2009 | Arnel Pineda                  | Jonathan Cain, Matt Schon, Neal Schon, Steve Perry                            | Live DVD                       |
| Mystery Mountain                      | Journey                               | 1975 | Gregg Rolie                   | Diane Valory, Gregg Rolie, Ross Valory                                        |                                |
| Natural Thing                         | Departure                             | 1980 | Steve Perry                   | Ross Valory, Steve Perry                                                      | Single A-Seite US # 32         |
| Never Too Late                        | Generations                           | 2005 | Steve Augeri, Deen Castronovo | Jack Blades, Jonathan Cain, Neal Schon                                        |                                |
| Never Walk Away                       | Revelation                            | 2008 | Arnel Pineda                  | Jeremey Hunsicker, Jonathan Cain, Neal Schon                                  | Single A-Seite                 |
| Next                                  | Next                                  | 1977 | Gregg Rolie                   | Aynsley Dunbar, Gregg Rolie, Heidi Cogdell                                    |                                |
| Nickel And Dime                       | Next                                  | 1977 |                               | George Tickner, Gregg Rolie, Neal Schon, Ross Valory                          | Instrumental                   |
| Nothin' Comes Close                   | Arrival                               | 2000 | Steve Augeri                  | Jonathan Cain, Neal Schon, Steve Augeri                                       |                                |
| Of A Lifetime                         | Journey                               | 1975 | Gregg Rolie                   | George Tickner, Gregg Rolie, Neal Schon                                       |                                |
| On A Saturday Night                   | Look into the Future                  | 1976 | Gregg Rolie                   | Gregg Rolie                                                                   | Single A-Seite                 |
| Once You Love Somebody                | Raised on Radio                       | 1986 | Steve Perry                   | Jonathan Cain, Neal Schon, Steve Perry                                        |                                |
| One More                              | Trial by Fire                         | 1996 | Steve Perry                   | Jonathan Cain, Neal Schon, Steve Perry                                        |                                |
| Only Solutions                        | Frontiers                             | 1982 | Steve Perry                   | Jonathan Cain, Neal Schon, Steve Perry                                        | Single A-Seite US # 22         |
| Only The Young                        | Frontiers                             | 1983 | Steve Perry                   | Jonathan Cain, Neal Schon, Steve Perry                                        | Single A-Seite US # 3          |
| Only The Young                        | Revelation                            | 2008 | Arnel Pineda                  | Jonathan Cain, Neal Schon, Steve Perry                                        |                                |
| Open Arms                             | Escape                                | 1981 | Steve Perry                   | Jonathan Cain, Steve Perry                                                    | Single A-Seite US # 2          |
| Open Arms                             | Journey 2001                          | 2000 | Steve Augeri                  | Jonathan Cain, Steve Perry                                                    | Live DVD                       |
| Open Arms                             | Revelation                            | 2008 | Arnel Pineda                  | Jonathan Cain, Steve Perry                                                    |                                |
| Opened The Door                       | Infinity                              | 1978 | Steve Perry                   | Gregg Rolie, Neal Schon, Steve Perry                                          |                                |
| Out Of Harms Way                      | Generations                           | 2005 | Steve Augeri                  | Jonathan Cain, Neal Schon                                                     |                                |
| Patiently                             | Infinity                              | 1978 | Steve Perry                   | Neal Schon, Steve Perry                                                       |                                |
| People                                | Next                                  | 1977 | Gregg Rolie                   | Aynsley Dunbar, Gregg Rolie, Neal Schon                                       |                                |
| People And Places                     | Departure                             | 1980 | Steve Perry, Neal Schon       | Neal Schon, Ross Valory, Steve Perry                                          |                                |
| Piano Solo                            | Live in Houston 1981: The Escape Tour | 1981 | Jonathan Cain                 | Jonathan Cain                                                                 | Live                           |
| Positive Touch                        | Raised on Radio                       | 1986 | Steve Perry                   | Jonathan Cain, Neal Schon, Steve Perry                                        |                                |
| Precious Time                         | Departure                             | 1980 | Steve Perry                   | Neal Schon, Steve Perry                                                       |                                |
| Pride Of The Family                   | Generations                           | 2005 | Jonathan Cain                 | Steve Augeri, Jonathan Cain                                                   |                                |
| Program Start                         | Journey 2001                          | 2000 | Steve Augeri                  |                                                                               | Live DVD                       |
| Raised On Radio                       | Raised On Radio                       | 1986 | Steve Perry                   | Jonathan Cain, Neal Schon, Steve Perry                                        | Single A-Seite US # 27         |
| Remember Me                           | Armageddon: The Album                 | 1998 | Steve Augeri                  | Jack Blades, Jonathan Cain, Neal Schon                                        | Soundtrack                     |
| Resonate                              | Eclipse                               | 2011 | Arnel Pineda                  | Jonathan Cain, Neal Schon                                                     |                                |
| Ritual                                | Eclipse                               | 2011 | Arnel Pineda                  | Jonathan Cain, Neal Schon                                                     |                                |
| Rubicon                               | Frontiers                             | 1983 | Steve Perry                   | Jonathan Cain, Neal Schon, Steve Perry                                        |                                |
| Sandcastles                           | Dream, After Dream                    | 1980 | Steve Perry                   | Gregg Rolie, Steve Perry                                                      |                                |
| Send Her My Love                      | Frontiers                             | 1983 | Steve Perry                   | Jonathan Cain, Steve Perry                                                    | Single A-Seite US # 23         |
| Send Her My Love                      | Journey 2001                          | 2000 | Steve Augeri                  | Jonathan Cain, Steve Perry                                                    | Live DVD                       |
| Separate Ways (Worlds Apart)          | Frontiers                             | 1983 | Steve Perry                   | Jonathan Cain, Steve Perry                                                    | Single A-Seite US # 1          |
| Separate Ways (Worlds Apart)          | Journey 2001                          | 2000 | Steve Augeri                  | Jonathan Cain, Steve Perry                                                    | Live DVD                       |
| Separate Ways (Worlds Apart)          | Revelation                            | 2008 | Arnel Pineda                  | Jonathan Cain, Steve Perry                                                    |                                |
| She Makes Me (Feel Alright)           | Look into the Future                  | 1976 | Gregg Rolie                   | Alex Cash, Gregg Rolie, Neal Schon                                            | Single A-Seite                 |
| She's A Mystery                       | Eclipse                               | 2011 | Arnel Pineda                  | Arnel Pineda, Jonathan Cain, Neal Schon                                       |                                |
| Signs Of Life                         | Arrival                               | 2000 | Steve Augeri                  | Elizabeth Cain, Jonathan Cain, Neal Schon                                     |                                |
| Sky Light                             | Revelation                            | 2008 | Arnel Pineda                  | Neal Schon                                                                    | DVD                            |
| Snow Theme                            | Dream, After Dream                    | 1980 |                               | Ross Valory                                                                   | Instrumental                   |
| Someday Soon                          | Departure                             | 1980 | Steve Perry, Gregg Rolie      | Gregg Rolie, Neal Schon, Steve Perry                                          |                                |
| Someone                               | Eclipse                               | 2011 | Arnel Pineda                  | Jonathan Cain, Neal Schon                                                     |                                |
| Somethin' To Hide                     | Infinity                              | 1978 | Steve Perry                   | Neal Schon, Steve Perry                                                       |                                |
| Spaceman                              | Next                                  | 1977 | Gregg Rolie                   | Aynsley Dunbar, Gregg Rolie                                                   | Single A-Seite                 |
| Stay Awhile                           | Departure                             | 1980 | Steve Perry                   | Neal Schon, Steve Perry                                                       |                                |
| Still Believe In Love                 | Freedom                               | 2022 | Arnel Pineda                  | Jonathan Cain, Narada Michael Walden, Neal Schon                              |                                |
| Still She Cries                       | Trial by Fire                         | 1996 | Steve Perry                   | Jonathan Cain, Neal Schon, Steve Perry                                        |                                |
| Still They Ride                       | Escape                                | 1981 | Steve Perry                   | Jonathan Cain, Neal Schon, Steve Perry                                        | Single A-Seite US # 19         |
| Still They Ride                       | Live in Manila                        | 2009 | Arnel Pineda                  | Jonathan Cain, Neal Schon, Steve Perry                                        | Live DVD                       |
| Stone In Love                         | Escape                                | 1981 | Steve Perry                   | Jonathan Cain, Neal Schon, Steve Perry                                        | Single A-Seite US # 13         |
| Stone In Love                         | Journey 2001                          | 2000 | Steve Augeri                  | Jonathan Cain, Neal Schon, Steve Perry                                        | Live DVD                       |
| Stone In Love                         | Revelation                            | 2008 | Arnel Pineda                  | Jonathan Cain, Neal Schon, Steve Perry                                        |                                |
| Suzanne                               | Raised on Radio                       | 1986 | Steve Perry                   | Jonathan Cain, Steve Perry                                                    | Single A-Seite US # 11         |
| Sweet And Simple                      | Evolution                             | 1979 | Steve Perry                   | Neal Schon, Steve Perry                                                       |                                |
| Tantra                                | Eclipse                               | 2011 | Arnel Pineda                  | Jonathan Cain, Neal Schon                                                     |                                |
| The Eyes Of A Woman                   | Raised on Radio                       | 1986 | Steve Perry                   | Jonathan Cain, Neal Schon, Steve Perry                                        |                                |
| The Journey (Revelation)              | Revelation                            | 2008 | Neal Schon                    | Neal Schon                                                                    | Instrumental                   |
| The Party's Over (Hopelessly In Love) | Captured                              | 1981 | Steve Perry                   | Steve Perry                                                                   | Single A-Seite US # 2          |
| The Place In Your Heart               | Generations                           | 2005 | Steve Augeri                  | Jonathan Cain, Neal Schon                                                     | Single A-Seite                 |
| The Place In Your Heart               | Revelation                            | 2008 | Arnel Pineda                  | Jonathan Cain, Neal Schon                                                     |                                |
| The Rape                              | Dream, After Dream                    | 1980 |                               | Ross Valory                                                                   | Instrumental                   |
| The Time                              | Red 13                                | 2002 | Steve Augeri                  | Gary Cirimelli, Jonathan Cain, Neal Schon, Steve Augeri                       | EP                             |
| The Way We Used To Be                 | Freedom                               | 2022 | Arnel Pineda                  | Jonathan Cain, Neal Schon                                                     |                                |
| To Be Alive Again                     | Arrival                               | 2000 | Steve Augeri                  | Eric Bazilian, Jonathan Cain, Kim Tribble, Steve Augeri                       |                                |
| To Play Some Music                    | Journey                               | 1975 | Gregg Rolie                   | Gregg Rolie, Neal Schon                                                       | Single A-Seite                 |
| To Whom It May Concern                | Eclipse                               | 2011 | Arnel Pineda                  | Arnel Pineda, Jonathan Cain, Neal Schon                                       |                                |
| Together We Run                       | Freedom                               | 2022 | Arnel Pineda                  | Jonathan Cain, Narada Michael Walden, Neal Schon, Rachel Efron, Randy Jackson |                                |
| Too Late                              | Evolution                             | 1979 | Steve Perry                   | Neal Schon, Steve Perry                                                       | Single A-Seite US # 70         |
| Topaz                                 | Journey                               | 1975 |                               | George Tickner                                                                | Instrumental                   |
| Trial By Fire                         | Trial By Fire                         | 1996 | Steve Perry                   | Jonathan Cain, Neal Schon, Steve Perry                                        |                                |
| Troubled Child                        | Frontiers                             | 1983 | Steve Perry                   | Jonathan Cain, Neal Schon, Steve Perry                                        |                                |
| Turn Down The World Tonight           | Revelation                            | 2008 | Arnel Pineda                  | Jonathan Cain, Neal Schon                                                     |                                |
| United We Stand                       | Freedom                               | 2022 | Arnel Pineda                  | Jonathan Cain, Narada Michael Walden, Neal Schon, Randy Jackson               |                                |
| Velvet Curtain / Feeling That Way     | Time3                                 | 1977 |                               | Aynsley Dunbar, Gregg Rolie, Steve Perry                                      |                                |
| Venus                                 | Eclipse                               | 2011 |                               | Neal Schon                                                                    | Instrumental                   |
| Walkin' Away From The Edge            | Red 13                                | 2002 | Steve Augeri                  | André Pessis, Geoff Tate, Jonathan Cain, Neal Schon                           | EP                             |
| Walks Like A Lady                     | Departure                             | 1980 | Steve Perry                   | Steve Perry                                                                   | Single A-Seite US # 32         |
| We Will Meet Again                    | Arrival                               | 2000 | Steve Augeri                  | Kim Tribble, Neal Schon, Steve Augeri                                         |                                |
| What I Needed                         | Revelation                            | 2008 | Arnel Pineda                  | Arnel Pineda, Jonathan Cain, Neal Schon                                       |                                |
| What It Takes To Win                  | Revelation                            | 2008 | Arnel Pineda                  | Jonathan Cain, Neal Schon                                                     |                                |
| Wheel in the Sky                      | Infinity                              | 1978 | Steve Perry                   | Diane Valory, Neal Schon, Robert Fleischman                                   | Single A-Seite US # 57         |
| Wheel in the Sky                      | Journey 2001                          | 2000 | Steve Augeri                  | Diane Valory, Neal Schon, Robert Fleischman                                   | Live DVD                       |
| Wheel in the Sky                      | Revelation                            | 2008 | Arnel Pineda                  | Diane Valory, Neal Schon, Robert Fleischman                                   |                                |
| When I Think Of You                   | Trial by Fire                         | 1996 | Steve Perry                   | Jonathan Cain, Steve Perry                                                    |                                |
| When The Love Has Gone                | Dream, After Dream                    | 1980 |                               | Neal Schon                                                                    | Instrumental                   |
| When You Love a Woman                 | Trial by Fire                         | 1996 | Steve Perry                   | Jonathan Cain, Neal Schon, Steve Perry                                        | Single A-Seite US # 1, DE # 78 |
| When You Love a Woman                 | Live in Manila                        | 2009 | Arnel Pineda                  | Jonathan Cain, Neal Schon, Steve Perry                                        | Live DVD                       |
| When You're Alone (It Ain't Easy)     | Evolution                             | 1979 | Steve Perry                   | Neal Schon, Steve Perry                                                       |                                |
| Where Did I Lose Your Love            | Revelation                            | 2008 | Arnel Pineda                  | Jonathan Cain, Neal Schon                                                     | Single A-Seite US # 19         |
| Where Were You                        | Departure                             | 1980 | Steve Perry                   | Neal Schon, Steve Perry                                                       |                                |
| Who's Crying Now                      | Escape                                | 1981 | Steve Perry                   | Jonathan Cain, Steve Perry                                                    | Single A-Seite US # 4          |
| Who's Crying Now                      | Journey 2001                          | 2000 | Steve Augeri                  | Jonathan Cain, Steve Perry                                                    | Live DVD                       |
| Who's Crying Now                      | Revelation                            | 2008 | Arnel Pineda                  | Jonathan Cain, Steve Perry                                                    |                                |
| Why Can't This Night Go On Forever    | Raised on Radio                       | 1986 | Steve Perry                   | Jonathan Cain, Steve Perry                                                    | Single A-Seite US # 24         |
| Wildest Dream                         | Revelation                            | 2008 | Arnel Pineda                  | Jonathan Cain, Neal Schon                                                     |                                |
| Winds Of March                        | Infinity                              | 1978 | Steve Perry                   | Gregg Rolie, Matt Schon, Neal Schon, Robert Fleischman, Steve Perry           |                                |
| With A Tear                           | Time3                                 | 1985 |                               | Jonathan Cain, Neal Schon, Steve Perry                                        | Instrumental                   |
| With Your Love                        | Arrival                               | 2000 | Steve Augeri                  | Elizabeth Cain, Jonathan Cain, Neal Schon                                     | Single A-Seite                 |
| World Gone Wild                       | Arrival                               | 2000 | Steve Augeri                  | Jack Blades, Jonathan Cain, Neal Schon                                        |                                |
| You Got The Best Of Me                | Freedom                               | 2022 | Arnel Pineda                  | Jonathan Cain, Narada Michael Walden, Neal Schon                              |                                |
| You’re On Your Own                    | Look into the Future                  | 1976 | Gregg Rolie                   | George Tickner, Gregg Rolie, Neal Schon                                       |                                |